# ستاره‌های سینما در لیورپول نمی‌میرند
ستاره‌های سینما در لیورپول نمی‌میرند (به انگلیسی: Film Stars Don't Die in Liverpool) فیلمی محصول سال ۲۰۱۷ و به کارگردانی پل مک‌گوگان است. در این فیلم بازیگرانی همچون آنت بنینگ، جیمی بل، ونسا ردگریو، جولی والترز، کنت کرانام، استیون گراهام، لیان بست و سوزان برتیش ایفای نقش کرده‌اند.